# المعهد العالي للدراسات الدولية والتنمية
المعهد العالي للدراسات الدولية والتنمية (بالفرنسية: Institut de hautes études internationales et du développement)‏ (بالإنجليزية: Graduate Institute of International and Development Studies)‏ هي مؤسسة جامعية تستخدم اللغة الفرنسية والإنجليزية فالدراسات العليا في جنيف في سويسرا. في الأوساط الأكاديمية والمهنية، يعتبر هذا المعهد من أكبر المعاهد المرموقة في أوروبا. المعهد تخرج منه سفراء، ملكيين، وزراء خارجية ورؤساء الدول، وكذلك الأمين العام السابق للأمم المتحدة كوفي أنان. لدى المعهد أيضا 7 فائزين بجائزة نوبل من أساتذة حاليين وسابقين. المعهد ينشط في مجال العلاقات الدولية، القانون الدولي، الاقتصاد الدولي، دراسات التاريخ والتنمية الدولية.

المعهد متنوع ويتمتع بطابع خاص بفعل النسبة الكبيرة من الطلبة الأجانب الذين فيه (86%) من أكثر من 100 جنسية. يقع المعهد في الضفة اليمنى لمدينة جنيف. أقدم بناية، فيلا بارتون، تقع في منتزه عام على ضفاف بحيرة ليمان، بينما البنايات الجديدة تقع في الأحياء التي بها مقرات المنظمات الدولية في جنيف مثل مكتب الأمم المتحدة في جنيف ومنظمة التجارة العالمية والمفوضية العليا للأمم المتحدة لشؤون اللاجئين ومنظمة الصحة العالمية.

المعهد عضو في جمعية الجامعات المهنية للشؤون الدولية، وهي منظمة تجمع الجامعات الدولية المتخصصة في الدراسات الدولية.

تأسست في 1927، المعهد هو الأقدم في أوروبا الذي تخصص في العلاقات الدولية وكان الأول في القارة الذي يتخصص كليا في هذا المجال. كذلك قام بتأسيس أول دكتوراه متخصصة في العلاقات الدولية. في 2008، تم دمج المعهد العالي للدراسات الدولية والمعهد العالي للدراسات الإنمائية لينتج عن إنشاء هذا المعهد.

## طلبة قدامى
- كوفي أنان، أمين عام الأمم المتحدة.
- ميشلين كالمي راي، عضوة سابقة ورئيسة المجلس الاتحادي السويسري.
- روديغر دورنبوش، أستاذ في معهد ماساتشوستس للتقنية.
- ليونيد هورفيتش، حاصل على جائزة نوبل في العلوم الاقتصادية.
- الدوق الأكبر هنري.
- فيليب هيلدبراند، عضو الإدارة العامة في المصرف الوطني السويسري.
- آن ماري هوبر هوتز، مستشارة الاتحاد السويسري.
- ساندرا كالنيات، سياسية لاتفية.
- روبرت ماكفرلين، مستشار في مجلس الأمن القومي الأمريكي.
- كمال مرجان، سياسي ودبلوماسي ووزير دفاع وخارجية تونس.
- مايكل رايترر، سفير المفوضية الأوروبية في سويسرا.
- جان بيير روث، عضو الإدارة العامة في المصرف الوطني السويسري.
- هيرناندو دي سوتو بولار، اقتصادي بيروفي.
- إمانويال ترو، مقاوم ودبلوماسي نمساوي، الممثل الدائم للنمسا في الأمم المتحدة في النمسا.
- عمران نزار حسين، عالم ومفكر ديني إسلامي من ترينيداد وتوباغو.
- سيرجيو دي ميللو، موظف دولي في الأمم المتحدة.
- جان كلود سانغو مولونجو، محافظ بنك الكونغو المركزي.
- بول جوزيف جيمس مارتن، وزير خارجية كندا.
- هانز جيرت بوترينغ، رئيس البرلمان الأوروبي.
- جورج أبي صعب، قاضٍ دولي وأستاذ قانون دولي مصري.

## روابط خارجية
- علاقات دولية

- الموقع الرسمي.